# Ваулина, Виктория Юрьевна
Виктория Юрьевна Ваулина (30 мая 1998, Пермский край) — российская женщина-борец вольного стиля, бронзовый призёр чемпионата России.

## Биография
Является уроженкой Пермского края. В декабре 2015 года приезжала в Дагестан, где тренер по борьбе Багаудин Магомедаминов, муж чемпионки мира Замиры Рахмановой, предложил позаниматься с местными девчонками, после чего Виктория решила продолжить свою карьеру здесь. С 2016 года представляет махачкалинскую спортшколу имени Абдулрашида Садулаева. Тренируется у Замиры Рахмановой и Эммы Магомедовой. В августе 2018 года завоевала золото на чемпионате мира среди юниоров.
В апреле 2019 года неудачно выступила на чемпионате Европы.
В сентябре 2020 года на чемпионате России завоевала бронзовую медаль.

## Спортивные результаты
- Чемпионат мира по женской борьбе среди кадетов 2014 — ;
- Чемпионат мира по женской борьбе среди кадетов 2015 — ;
- Чемпионат Европы по женской борьбе среди юниоров 2016 — ;
- Чемпионат Европы по женской борьбе среди юниоров 2017 — ;
- Чемпионат мира по женской борьбе среди юниоров 2017 — ;
- Чемпионат Европы по женской борьбе среди юниоров 2018 — ;
- Чемпионат Европы по женской борьбе U23 2019 — ;
- Чемпионат Европы по борьбе 2019 — 9;
- Чемпионат России по женской борьбе 2020 — ;
- Чемпионат мира по женской борьбе U23 2021 — ;
- Чемпионат России по женской борьбе 2025 — ;